# 悪魔のラヴ・ソング
「悪魔のラヴ・ソング」（原題： Genius of Love）は、トム・トム・クラブが1981年に発表した楽曲。

## 概要
「おしゃべり魔女（Wordy Rappinghood）」に続くグループのセカンド・シングルとして1981年に発売された。「おしゃべり魔女」同様、ビルボードのHot Dance Club Playチャートの1位を記録した。ソウルチャートは2位。1982年4月24日から5月1日にかけて2週連続でビルボード・Hot 100の31位を記録した。両曲の成功もあり、1981年10月に発売されたファースト・アルバム『おしゃべり魔女』はゴールドディスクに輝いた。
ジェームズ・リジィの絵を用いたアニメーションのミュージック・ビデオが制作された（リジィはファースト・アルバムのジャケットも描いている）。
トーキング・ヘッズのコンサート映画『Stop Making Sense』（1984年）において、デヴィッド・バーンが楽屋で着替えをしている間に演奏される。1999年に発売されたサウンドトラック・アルバムのスペシャル・エディション盤に同コンサートのバージョンが収録されている。
1995年にはマライア・キャリーが自身の楽曲「ファンタジー（Fantasy）」で本曲をサンプリングしている。

## 演奏者
- ティナ・ウェイマス - ボーカル、ベース
- クリス・フランツ - ボーカル、ドラム・マシーン
- エイドリアン・ブリュー - ギター
- タイロン・ダウニー - シンセサイザー
- ユザイア・トンプソン - パーカッション
- ザ・ウェイマス・シスターズ - ボーカル